# 아르마마르

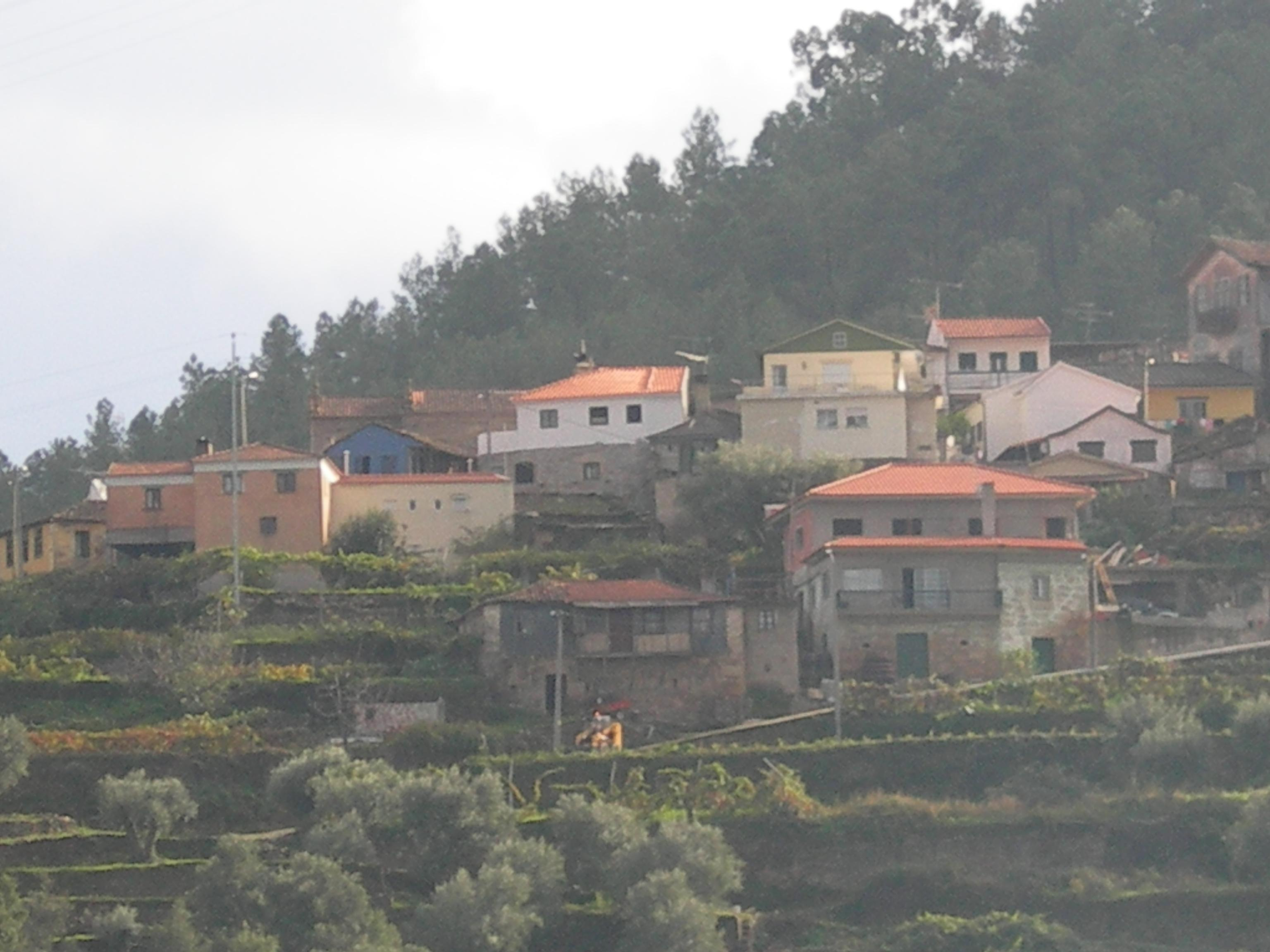
아르마마르

아르마마르의 위치

아르마마르(포르투갈어: Armamar)는 포르투갈 비제우 현에 위치한 도시로 면적은 117.24km2, 높이는 575m, 인구는 6,297명(2011년 기준), 인구 밀도는 54명/km2이다.

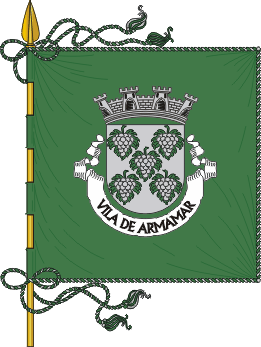
시기
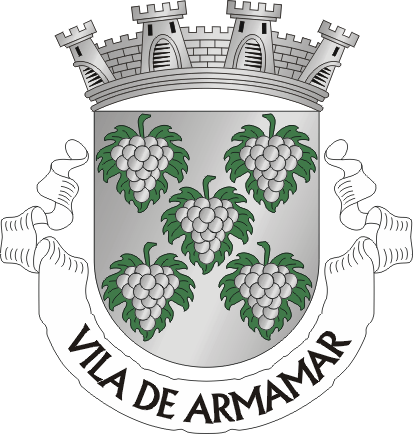
시 문장